# 20963 Писаренко
20963 Писаренко (20963 Pisarenko) — астероїд головного поясу, відкритий 19 серпня 1977 року.
Тіссеранів параметр щодо Юпітера — 3,347.
Названо на честь Писаренка Георгія Степановича (*1910 — †2001) — ученого-механіка, академіка Національної академії наук України.